# 2018-as labdarúgó-világbajnokság-selejtező (CAF)
A 2018-as labdarúgó-világbajnokság afrikai selejtező mérkőzéseit 2015-től 2017-ig játszották le. Összesen 54 afrikai válogatott vett részt a selejtezőn. Afrikából öt válogatott jutott ki automatikusan a világbajnokságra.

## A selejtező lebonyolítása
Az afrikai selejtező fordulói:
- Első forduló: 26 csapat vesz részt (a 28–53. helyen rangsoroltak). A csapatok oda-visszavágós rendszerben mérkőznek, a párosítások győztesei továbbjutnak a második fordulóba.
- Második forduló: 40 csapat vesz részt (az 1–27. helyen rangsoroltak és az első forduló 13 továbbjutója). A csapatok oda-visszavágós rendszerben mérkőznek, a párosítások győztesei továbbjutnak a harmadik fordulóba.
- Harmadik forduló: 20 csapat vesz részt (a második forduló 20 továbbjutója). A csapatokat öt darab négycsapatos csoportba sorsolják, ahol körmérkőzéses oda-visszavágós rendszerben mérkőznek meg egymással. Az öt csoportgyőztes kijut a világbajnokságra.

## Résztvevők
Eredetileg mind az 54 afrikai FIFA-tagország nevezett a selejtezőre. Zimbabwét 2015. március 12-én kizárták, mert nem fizette ki az előző szövetségi kapitányát.
| Kiemelve a 2. fordulóba (1–27. helyezettek) | Kiemelve a 2. fordulóba (1–27. helyezettek) | 1. forduló résztvevői (28–53. helyezettek) | 1. forduló résztvevői (28–53. helyezettek) |
| --- | --- | --- | --- |
| 1. Algéria (19.) 2. Elefántcsontpart (21.) 3. Ghána (25.) 4. Tunézia (32.) 5. Szenegál (39.) 6. Kamerun (42.) 7. Kongó (47.) 8. Zöld-foki Köztársaság (52.) 9. Egyiptom (55.) 10. Nigéria (57.) 11. Guinea (58.) 12. Kongói DK (60.) 13. Mali (61.) 14. Egyenlítői-Guinea (63.) | 1. Gabon (65.) 2. Dél-afrikai Köztársaság (70.) 3. Zambia (71.) 4. Burkina Faso (72.) 5. Uganda (73.) 6. Ruanda (78.) 7. Togo (83.) 8. Marokkó (84.) 9. Szudán (90.) 10. Angola (92.) 11. Mozambik (95.) 12. Benin (96.) 13. Líbia (96.) | 1. Niger (96.) 2. Etiópia (101.) 3. Malawi (108.) 4. Sierra Leone (111.) 5. Namíbia (112.) 6. Kenya (114.) 7. Botswana (120.) 8. Madagaszkár (122.) 9. Mauritánia (128.) 10. Burundi (131.) 11. Lesotho (131.) 12. Bissau-Guinea (133.) 13. Szváziföld (138.) | 1. Tanzánia (139.) 2. Gambia (143.) 3. Libéria (161.) 4. Közép-afrikai Köztársaság (170.) 5. Csád (173.) 6. Mauritius (180.) 7. Seychelle-szigetek (186.) 8. Comore-szigetek (187.) 9. São Tomé és Príncipe (189.) 10. Dél-Szudán (195.) 11. Eritrea (204.) 12. Szomália (205.) 13. Dzsibuti (207.) |

Jegyzet
Niger az első fordulóba került, mert kevesebb pontja van (345,31), mint Beninnek (345,46) és Líbiának (345,35). A FIFA-világranglistán azonos helyen álltak, mert a pontszámot egész számra kerekítik.

## Első forduló
Az első fordulóban a 26 legalacsonyabban rangsorolt válogatott vett részt. 13 párosítást sorsoltak, a csapatok oda-visszavágós rendszerben mérkőztek meg. A párosítások győztesei jutottak tovább a második fordulóba.
A sorsolást 2015. július 25-én tartották Szentpéterváron.
| 1. csapat                 | Össz.Tooltip Aggregate score | 2. csapat     | 1. mérk. | 2. mérk. |
| ------------------------- | ---------------------------- | ------------- | -------- | -------- |
| Szomália                  | 0–6                          | Niger         | 0–2      | 0–4      |
| Dél-Szudán                | 1–5                          | Mauritánia    | 1–1      | 0–4      |
| Gambia                    | 2–3                          | Namíbia       | 1–1      | 1–2      |
| São Tomé és Príncipe      | 1–3                          | Etiópia       | 1–0      | 0–3      |
| Csád                      | 2–2 (i.g.)                   | Sierra Leone  | 1–0      | 1–2      |
| Comore-szigetek           | 1–1 (i.g.)                   | Lesotho       | 0–0      | 1–1      |
| Dzsibuti                  | 1–8                          | Szváziföld    | 0–6      | 1–2      |
| Eritrea                   | 1–5                          | Botswana      | 0–2      | 1–3      |
| Seychelle-szigetek        | 0–3                          | Burundi       | 0–1      | 0–2      |
| Libéria                   | 4–2                          | Bissau-Guinea | 1–1      | 3–1      |
| Közép-afrikai Köztársaság | 2–5                          | Madagaszkár   | 0–3      | 2–2      |
| Mauritius                 | 2–5                          | Kenya         | 2–5      | 0–0      |
| Tanzánia                  | 2–1                          | Malawi        | 2–0      | 0–1      |

## Második forduló
A második fordulóban 40 csapat vett részt (az 1–27. helyen rangsoroltak és az első forduló 13 továbbjutója). A csapatok oda-visszavágós rendszerben mérkőztek, a párosítások győztesei továbbjutottak a harmadik fordulóba.
| 1. csapat       | Össz.Tooltip Aggregate score | 2. csapat               | 1. mérk. | 2. mérk.   |
| --------------- | ---------------------------- | ----------------------- | -------- | ---------- |
| Niger           | 0–3                          | Kamerun                 | 0–3      | 0–0        |
| Mauritánia      | 2–4                          | Tunézia                 | 1–2      | 2–1        |
| Namíbia         | 0–3                          | Guinea                  | 0–1      | 0–2        |
| Etiópia         | 4–6                          | Kongó                   | 3–4      | 1–2        |
| Csád            | 1–4                          | Egyiptom                | 1–0      | 0–4        |
| Comore-szigetek | 0–2                          | Ghána                   | 0–0      | 0–2        |
| Szváziföld      | 0–2                          | Nigéria                 | 0–0      | 0–2        |
| Botswana        | 2–3                          | Mali                    | 2–1      | 0–2        |
| Burundi         | 2–6                          | Kongói DK               | 2–3      | 0–3        |
| Libéria         | 0–4                          | Elefántcsontpart        | 0–1      | 0–3        |
| Madagaszkár     | 2–5                          | Szenegál                | 2–2      | 0–3        |
| Kenya           | 1–2                          | Zöld-foki Köztársaság   | 1–0      | 0–2        |
| Tanzánia        | 2–9                          | Algéria                 | 2–2      | 0–7        |
| Szudán          | 0–3                          | Zambia                  | 0–1      | 0–2        |
| Líbia           | 4–1                          | Ruanda                  | 1–0      | 3–1        |
| Marokkó         | 2–1                          | Egyenlítői-Guinea       | 2–0      | 0–1        |
| Mozambik        | 1–1 (t. 3–4)                 | Gabon                   | 1–0      | 0–1 (h.u.) |
| Benin           | 2–3                          | Burkina Faso            | 2–1      | 0–2        |
| Togo            | 0–4                          | Uganda                  | 0–1      | 0–3        |
| Angola          | 1–4                          | Dél-afrikai Köztársaság | 1–3      | 0–1        |

## Harmadik forduló
A harmadik fordulóban 20 csapat vett részt (a második forduló 20 továbbjutója). A csapatokat öt darab négycsapatos csoportba sorsolták, ahol körmérkőzéses oda-visszavágós rendszerben mérkőztek meg egymással. Az öt csoportgyőztes kijutott a világbajnokságra.
Sorrend meghatározása
A selejtezők során a csoportokban a következők szerint kellett meghatározni a sorrendet:
1. több szerzett pont az összes mérkőzésen (egy győzelemért 3 pont, egy döntetlenért 1 pont jár, a vereségért nem jár pont)
2. jobb gólkülönbség az összes mérkőzésen
3. több lőtt gól az összes mérkőzésen
4. több szerzett pont az azonosan álló csapatok között lejátszott mérkőzéseken
5. jobb gólkülönbség az azonosan álló csapatok között lejátszott mérkőzéseken
6. több lőtt gól az azonosan álló csapatok között lejátszott mérkőzéseken
7. több idegenben szerzett gól (ha két csapat áll azonosan)
8. rájátszás mérkőzés semleges helyszínen, hosszabbítással és büntetőkkel

### A csoport
| Hely. | Csapat    | M | Gy | D | V | G+ | G– | Gk | P  | Továbbjutás                                   |     | Tunézia | Kongói Demokratikus Köztársaság | Líbia | Guinea |
| ----- | --------- | - | -- | - | - | -- | -- | -- | -- | --------------------------------------------- | --- | ------- | ------------------------------- | ----- | ------ |
| 1.    | Tunézia   | 6 | 4  | 2 | 0 | 11 | 4  | +7 | 14 | Kijutott a 2018-as labdarúgó-világbajnokságra |     | —       | 2–1                             | 0–0   | 2–0    |
| 2.    | Kongói DK | 6 | 4  | 1 | 1 | 14 | 7  | +7 | 13 |                                               |     | 2–2     | —                               | 4–0   | 3–1    |
| 3.    | Líbia     | 6 | 1  | 1 | 4 | 4  | 10 | −6 | 4  |                                               | 0–1 | 1–2     | —                               | 1–0   |        |
| 4.    | Guinea    | 6 | 1  | 0 | 5 | 6  | 14 | −8 | 3  |                                               | 1–4 | 1–2     | 3–2                             | —     |        |

### B csoport
| Hely. | Csapat  | M | Gy | D | V | G+ | G– | Gk | P  | Továbbjutás                                   |     | Nigéria | Zambia | Kamerun | Algéria |
| ----- | ------- | - | -- | - | - | -- | -- | -- | -- | --------------------------------------------- | --- | ------- | ------ | ------- | ------- |
| 1.    | Nigéria | 6 | 4  | 1 | 1 | 11 | 6  | +5 | 13 | Kijutott a 2018-as labdarúgó-világbajnokságra |     | —       | 1–0    | 4–0     | 3–1     |
| 2.    | Zambia  | 6 | 2  | 2 | 2 | 8  | 7  | +1 | 8  |                                               |     | 1–2     | —      | 2–2     | 3–1     |
| 3.    | Kamerun | 6 | 1  | 4 | 1 | 7  | 9  | −2 | 7  |                                               | 1–1 | 1–1     | —      | 2–0     |         |
| 4.    | Algéria | 6 | 1  | 1 | 4 | 6  | 10 | −4 | 4  |                                               | 3–0 | 0–1     | 1–1    | —       |         |

### C csoport
| Hely. | Csapat           | M | Gy | D | V | G+ | G– | Gk  | P  | Továbbjutás                                   |     | Marokkó | Elefántcsontpart | Gabon | Mali |
| ----- | ---------------- | - | -- | - | - | -- | -- | --- | -- | --------------------------------------------- | --- | ------- | ---------------- | ----- | ---- |
| 1.    | Marokkó          | 6 | 3  | 3 | 0 | 11 | 0  | +11 | 12 | Kijutott a 2018-as labdarúgó-világbajnokságra |     | —       | 0–0              | 3–0   | 6–0  |
| 2.    | Elefántcsontpart | 6 | 2  | 2 | 2 | 7  | 5  | +2  | 8  |                                               |     | 0–2     | —                | 1–2   | 3–1  |
| 3.    | Gabon            | 6 | 1  | 3 | 2 | 2  | 7  | −5  | 6  |                                               | 0–0 | 0–3     | —                | 0–0   |      |
| 4.    | Mali             | 6 | 0  | 4 | 2 | 1  | 9  | −8  | 4  |                                               | 0–0 | 0–0     | 0–0              | —     |      |

### D csoport
| Hely. | Csapat                  | M | Gy | D | V | G+ | G– | Gk | P  | Továbbjutás                                   |     | Szenegál | Burkina Faso | Zöld-foki Köztársaság | Dél-afrikai Köztársaság |
| ----- | ----------------------- | - | -- | - | - | -- | -- | -- | -- | --------------------------------------------- | --- | -------- | ------------ | --------------------- | ----------------------- |
| 1.    | Szenegál                | 6 | 4  | 2 | 0 | 10 | 3  | +7 | 14 | Kijutott a 2018-as labdarúgó-világbajnokságra |     | —        | 0–0          | 2–0                   | 2–1                     |
| 2.    | Burkina Faso            | 6 | 2  | 3 | 1 | 10 | 6  | +4 | 9  |                                               |     | 2–2      | —            | 4–0                   | 1–1                     |
| 3.    | Zöld-foki Köztársaság   | 6 | 2  | 0 | 4 | 4  | 12 | −8 | 6  |                                               | 0–2 | 0–2      | —            | 2–1                   |                         |
| 4.    | Dél-afrikai Köztársaság | 6 | 1  | 1 | 4 | 7  | 10 | −3 | 4  |                                               | 0–2 | 3–1      | 1–2          | —                     |                         |

1. ↑  A FIFA mérkőzés újrajátszását rendelte el, miután az eredeti mérkőzés játékvezetőjét, Joseph Lamptey-t végleg eltiltotta.[10] Az eredeti mérkőzést a Dél-afrikai Köztársaság nyerte 2–1-re.

### E csoport
| Hely. | Csapat   | M | Gy | D | V | G+ | G– | Gk | P  | Továbbjutás                                   |     | Egyiptom | Uganda | Ghána | Kongói Köztársaság |
| ----- | -------- | - | -- | - | - | -- | -- | -- | -- | --------------------------------------------- | --- | -------- | ------ | ----- | ------------------ |
| 1.    | Egyiptom | 6 | 4  | 1 | 1 | 8  | 4  | +4 | 13 | Kijutott a 2018-as labdarúgó-világbajnokságra |     | —        | 1–0    | 2–0   | 2–1                |
| 2.    | Uganda   | 6 | 2  | 3 | 1 | 3  | 2  | +1 | 9  |                                               |     | 1–0      | —      | 0–0   | 1–0                |
| 3.    | Ghána    | 6 | 1  | 4 | 1 | 7  | 5  | +2 | 7  |                                               | 1–1 | 0–0      | —      | 1–1   |                    |
| 4.    | Kongó    | 6 | 0  | 2 | 4 | 5  | 12 | −7 | 2  |                                               | 1–2 | 1–1      | 1–5    | —     |                    |